# Ernst Göpel
Ernst Göpel, född 7 maj 1862 i Köpenhamn i Danmark, död 9 januari 1919, var en dansk skådespelare och fotograf. Som fotograf verkade Göpel i Ålborg.

## Filmografi
- 1910 – Massösens offer